# Вигорозо да Сиена
Вигорозо да Сиена (итал. Vigoroso da Siena; работал в последней четверти XIII века) — итальянский художник.

## Биография и творчество
Первое упоминание имени художника относится к ноябрю 1276 года — в документах Вигорозо фигурирует как житель Сиены, однако откуда он родом, запись не сообщает. В дальнейшем имя Вигорозо несколько раз появляется в сиенских архивных документах: в 1280 году он был судим за долги; в 1291 году обозначен как житель контрады Сан Донато. Два документа сообщают, что в течение 1292 года художник выполнял работы для сиенского камерленго — главы Биккерны, финансового ведомства, и четырёх контролёров (в январе 1292 года он получил за роспись таволетта — книжной обложки девять сольди, в июле 1292 года за такую же работу десять сольди). Последний раз Вигорозо упоминается 31 декабря 1293 года; запись сообщает о выплате художнику десяти сольди за изготовление герба для сиенского подеста (главы правительства).

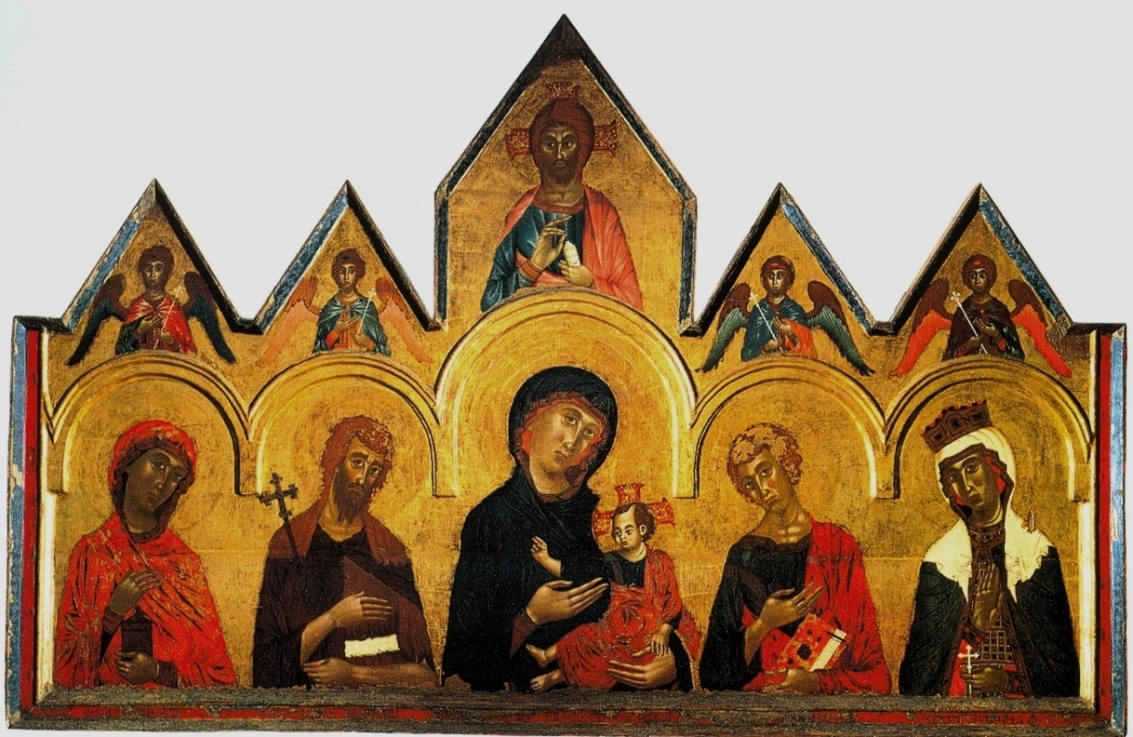
Вигорозо да Сиена. «Мадонна со святыми». 1291 год. Перуджа, Национальная галерея Умбрии

Вигорозо известен в первую очередь как художник-миниатюрист. Манускрипты с его миниатюрами хранятся в Венеции, Флоренции, Сиене и Женеве. Кроме этого он занимался станковой живописью, в которой, следуя сложившейся в конце века в Сиене византинирующей традиции, был более консервативен, чем в миниатюре. «Мадонна с младенцем и святыми» в Национальной галерее Умбрии (Перуджа) — единственное произведение, на котором стоит дата и подпись художника. Специалисты усматривают в нём влияние Гвидо да Сиена и раннего творчества Чимабуэ, для которого была характерна более архаичная трактовка изображения персонажей. На алтарной картине (в церковной классификации именуемой «доссаль» — алтарный образ, написанный на одной доске, который устанавливался в задней части над алтарём напротив антепендиума), художник изобразил Мадонну с младенцем, по сторонам от которой Мария Магдалина, Иоанн Креститель, Иоанн Богослов и св. Юлиана. В верхней части — Благословляющий Христос и четыре ангела. Ранние исследователи (Гаррисон, 1949; Босковиц, 1973) считали, что произведение было создано около 1282 года, и видели в нём влияние живописи последователей Коппо ди Марковальдо. Лучано Беллози, исследовавший работу после реставрации в 1994 году, констатировал, что она создана в 1291 году, и в ней ощущается влияние искусства Чимабуэ. До поступления в Национальную галерею Умбрии алтарный образ находился в церкви Колледжио делла Мерканция, однако присутствие на картине св. Юлианы свидетельствует, что ранее она украшала алтарь перуджийской церкви Санта Джулиана.
Кроме этой единственной несомненной работы Вигорозо, ему приписывают «Мадонну с младенцем на троне» (125х63 см; Мошано, ц. Сант Андреа), триптих из собрания Тиссена-Борнемисы, Мадрид (Мадонна с младенцем и восемь клейм: сцены страстного цикла, и пять апостолов), и икону «Богоматерь с младенцем» (109х73 см; местонахождение неизвестно). Однако эти работы не имеют чёткой атрибуции, и не все специалисты относят их к творчеству Вигорозо да Сиена. Столь же нетвёрдой была попытка приписать Вигорозо фреску в апсиде церкви Сан Бартоломео ин Пантано в Пистойе (Карло Вольпе, 1954; Алессандро Конти, 1971), которую ныне считают произведением Манфредино ди Пистойя.
Великолепная миниатюра «Двенадцать апостолов» из коллекции Витторио Чини (Венеция) послужила отправной точкой для атрибуции серии миниатюр, исполненных на пергаменте водяными красками из флорентийского Кабинета рисунков и эстампов. Здесь изображены популярные сюжеты из Евангелия — Благовещение, Сретение, Принесение во храм и др. Итальянская исследовательница Ада Лабриола приписывает Вигорозо превосходную миниатюру со сценой «Страшного суда» из «Градуаля», хранящегося в частной коллекции в Швейцарии, и миниатюру «Генеалогия Христа» из библиотеки Женевского университета.
В лучших миниатюрах Вигорозо можно видеть причудливую изобретательность, характерную для ранней французской готики, с которой он, несомненно, был знаком.